# Arrondissement Pithiviers
Arrondissement Pithiviers (fr. Arrondissement de Pithiviers) je správní územní jednotka ležící v departementu Loiret a regionu Centre-Val de Loire ve Francii. Člení se dále na pět kantonů a 86 obcí.

## Kantony
- Beaune-la-Rolande
- Malesherbes
- Outarville
- Pithiviers
- Puiseaux